# Flagman Island
Flagman Island (russisch Остров Флагман Ostrow Flagman, deutsch ‚Flaggschiff-Insel‘) ist eine Insel des Highjump-Archipels vor der Knox-Küste des ostantarktischen Wilkeslands. Sie liegt unmittelbar westlich des Draves Point.
Wissenschaftler einer sowjetischen Antarktisexpedition kartierten und benannten sie 1956. Das Antarctic Names Committee of Australia übertrug die Benennung am 19. Januar 1989 ins Englische.